# 麻生 (企業)
株式会社麻生（あそう、英文社名：Aso Corporation）は、麻生グループ全体を統括する会社である。
麻生太吉が明治時代に飯塚市で始めた炭鉱事業を源流とし、現在ではセメント事業、専門学校運営、病院経営、医療廃棄物処理など幅広い分野の事業を手がけている。
- 麻生塾は、麻生太賀吉が1939年（昭和14年）に私財を投じて飯塚市柏森に創設した私塾である。
- 飯塚病院は、元は麻生炭鉱労働者のために開設された病院（企業立病院）だが、現在は筑豊地区の中核医療機関の一つに位置づけられている。
- 麻生メディカルサービス（アップルハート）や各公益法人は、飯塚病院の事業から派生したもので、コムスンが破綻した際に同社の福岡県における事業を引き継ぎ、麻生介護サービス株式会社として事業を新たに展開している。

2022年現在会長を務める麻生泰は、自由民主党最高顧問・第92代内閣総理大臣麻生太郎の弟。太郎自身も、政界転身まで前身となる麻生セメント株式会社の社長を務めていた。

## 沿革
- 1872年 - 麻生太吉が石炭採掘事業に着手。
- 1966年 - 麻生産業のセメント部門が独立し、麻生セメント株式会社発足。
- 1973年 - 麻生太郎が社長に就任。
- 1979年 - 麻生泰が社長に就任。
- 2001年7月 - 麻生セメントが株式会社麻生に改称。
- 2009年4月1日 - 麻生開発を吸収合併。
- 2010年6月29日 - 麻生巌が社長に就任。

## 麻生グループ

### 医療・健康事業
- 株式会社麻生
  - 飯塚病院（社内部門）
  - 医療事業開発部（社内部門）
  - 病院コンサルティング事業部（社内部門）
  - 麻生メディカルサービス株式会社（子会社） - 実質支配力基準により子会社
    - アップルハートレジデンス株式会社
      - アップルハートリビング飯塚（サービス付き高齢者向け住宅）

    - 有限会社北九州義肢製作所

  - 麻生介護サービス株式会社（子会社）
    - 株式会社ケアワーク九州

  - 日本ハートサポートネットワーク株式会社
  - 株式会社日本メディカルプロパティマネジメント
  - アスメディックス株式会社 - 麻生グループ、エム・シー・ヘルスケアホールディングス、その他医療法人との合弁事業
  - 西日本メディカルビルディング株式会社 - 医療機関の不動産・ファイナンス
  - 南日本メディカルビルディング株式会社 - 医療機関の不動産・ファイナンス
- 医療法人博愛会
  - 博愛会 京都病院
  - 博愛会 頴田病院
  - 博愛会 博愛苑
- 医療法人日章会
  - 日章会 南鹿児島さくら病院
- 医療法人柏芳会
  - 柏芳会 田川新生病院
  - 柏芳会 記念福祉事業会

### 教育・人材事業
- 学校法人麻生塾 - 福岡県内に13校の専門学校と1校の高等部を運営。
  - 麻生情報ビジネス専門学校 福岡校
  - 麻生外語観光&ブライダル専門学校
  - 麻生医療福祉&保育専門学校 福岡校
  - 麻生建築&デザイン専門学校
  - 麻生公務員専門学校 福岡校
  - ASOポップカルチャー専門学校
  - 麻生美容専門学校 福岡校
  - 専門学校 麻生リハビリテーション大学校
  - 専門学校 麻生工科自動車大学校
  - 麻生情報ビジネス専門学校 北九州校
  - 麻生公務員専門学校 北九州校
  - 専門学校 麻生看護大学校
  - ASO高等部

- 株式会社麻生
  - 麻生教育サービス株式会社
  - 麻生レコードマネジメント株式会社
  - 株式会社アソウ・ヒューマニーセンター（完全子会社）
    - 株式会社アソウ・アルファ
    - 株式会社ヒューマンエナジー研究所
    - 株式会社福利厚生倶楽部九州 - リログループとの合弁事業
    - 株式会社アソウ・アカウンティングサービス
    - 株式会社アソウ・システムソリューション
    - 株式会社ユニバースクリエイト
    - 株式会社チャレンジド・アソウ
    - 株式会社エヌワンスタッフ
    - 株式会社アソウ・マリッジエージェント
    - 株式会社エヌ

### 生活サービス事業
- 株式会社麻生
  - 不動産事業部（社内組織）
  - 開発事業部（社内組織）
    - 飯塚アイスパレス
    - 麻生塾スポーツガーデン
    - 麻生塾ボウル
    - スマッシュプラザ
    - 無印良品かやの森
    - サンエトワール
    - 上島珈琲店飯塚病院店
    - セルフ柏の森
    - セルフ仲原
    - セルフ蒲生
    - セルフ寺迫口
    - 新飯塚ステーションホテル
    - 新飯塚パークプラザ

  - 株式会社麻生地所（完全子会社）
    - 麻生飯塚ゴルフ倶楽部

  - 麻生開発マネジメント株式会社（子会社）
    - のがみプレジデントホテル

  - 麻生芳雄商事株式会社（子会社） - 流通事業
    - スーパーASO
    - 公設民営型スーパー事業

### 情報・ソフトウェア事業
- 株式会社麻生
  - 株式会社麻生情報システム（完全子会社）
  - 株式会社ぎょうせい（完全子会社） - 2012年にグループ入り
    - ぎょうせいデジタル株式会社
    - 西日本法規出版株式会社
    - 株式会社ぎょうせい総合研究所
    - 株式会社至文堂
    - 株式会社行政マネジメント研究所
    - 株式会社WAVE出版

  - ※都築電気株式会社（関連会社、東証プライム上場）

### 建設・資材・環境事業
- 株式会社麻生
  - 麻生商事株式会社（完全子会社）
    - 建設コンサルティング事業部（社内組織） - 2024年7月、株式会社麻生 建設コンサルティング事業部を吸収分割により継承
    - 株式会社アラム
    - コクラトレーディング株式会社
    - 日田生コンクリート株式会社
    - 泰和産業株式会社
    - 徳和産業株式会社
    - 株式会社岡部建材
    - 株式会社広洋建設工業

  - セレクト工業株式会社
  - 麻生セメント株式会社
  - 麻生コンクリート工業株式会社
  - 西南コンクリート工業株式会社
  - 泉北コンクリート工業株式会社
  - ソーワセメント販売株式会社
  - 株式会社麻生マイニング（完全子会社） - 旧・麻生鉱山株式会社の一部事業を継承
  - FASエコエナジー株式会社 - 再生可能エネルギー発電事業、麻生グループとオリックスの合弁事業
    - ※O&Fエナジー株式会社（関連会社、49%） - FASエコエナジーとオリックスとの合弁事業

  - 住石ホールディングス株式会社（子会社、東証スタンダード上場） - 住友グループの一員
    - 住石貿易株式会社
    - ダイヤマテリアル株式会社
    - 泉山興業株式会社
    - 住石マテリアルズ株式会社

  - ASNFホールディングス合同会社[4]（完全子会社、機能会社）
    - ※株式会社ヨータイ[4]（関連会社、35.44％）
      - 営口窯耐進出口有限公司（ヨータイ完全子会社） - 中国 遼寧省法人

  - 株式会社エーエヌホールディングス（完全子会社、機能会社）
    - 日特建設株式会社（子会社、東証プライム上場）
      - 麻生フオームクリート株式会社
      - 緑興産株式会社
      - 島根アースエンジニアリング株式会社
      - 山口アースエンジニアリング株式会社
      - 愛媛アースエンジニアリング株式会社
      - 福井アースエンジニアリング株式会社
      - PT. NITTOC CONSTRUCTION INDONESIA

  - 大豊建設株式会社（子会社、東証スタンダード上場）
    - 株式会社森本組
    - 大豊塗装工業株式会社
    - 大豊不動産株式会社
    - 大豊アーキテクノ株式会社
    - 進和機工株式会社
    - THAI DAIHO COMPANY LIMITED.（タイ大豊）
    - DAIHO CORPORATION（マダガスカル大豊）

  - ※若築建設株式会社（関連会社、東証プライム上場）

### 水産物卸売業
- 株式会社麻生
  - 合同会社麻生東水ホールディングス（完全子会社、機能会社）
    - 東都水産株式会社（完全子会社）
      - 株式会社埼玉県魚市場
      - 千葉魚類株式会社
      - 釧路東水冷凍株式会社
      - 豊海東都水産冷蔵株式会社
      - AERO TRADING CO., LTD.
      - SUNNY VIEW ENTERPRISE LTD.

### 戦略投資・海外・その他事業
- 株式会社麻生
  - 株式会社エンスカイPLUS（完全子会社）
    - 株式会社エンスカイ
    - 恩斯凱香港有限公司（エンスカイ香港）
    - 日本カードプロダクツ株式会社

  - Perseus Holdings株式会社 - 機能会社
  - ASO F&B HOLDINGS PTE. LTD.（完全子会社）- シンガポール法人
  - ASO FAL UK Ltd.（完全子会社） - イギリス法人
    - ASO FALCO Ltd.（子会社、90%） - イギリス法人

  - ASO LUSCO HOLDINGS INC.（完全子会社） - アメリカ法人
    - ALKMENA MAGNVS LAP LLC（完全子会社） - アメリカ法人
    - ASO UNIVERSAL CITY LLC（完全子会社） - アメリカ法人
    - ASO NEVADA, LLC（完全子会社） - アメリカ法人
- 麻生興産株式会社 - 株式会社麻生の大株主